# Santa Teresinha do Menino Jesus (Quelicai)

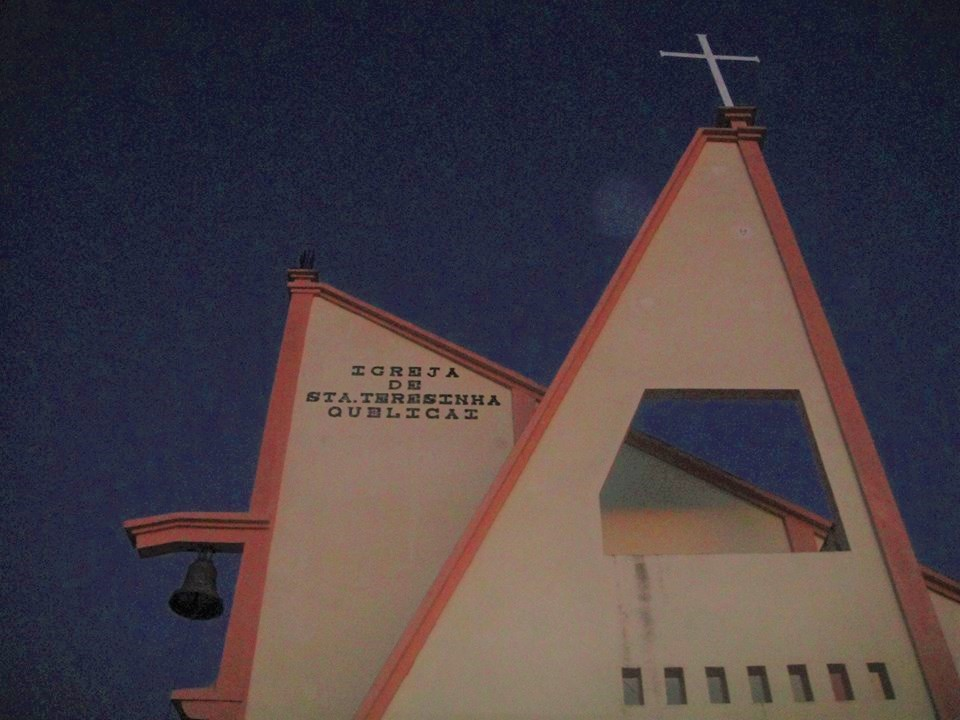
Sta. Teresinha do Menino Jesus

Die Igreja Paroquial Santa Teresinha do Menino Jesus (deutsch Pfarrkirche Theresia vom Kinde Jesus) ist die katholische Pfarrkirche der seit 1927 bestehenden osttimoresischen Pfarrei in Quelicai, die zum Bistum Baucau gehört. Sie liegt im Suco Baguia (Verwaltungsamt Quelicai, Gemeinde Baucau).
Die weiß-rosa Kirche fällt mit ihrer Front auf, die aus zwei hohen Dreiecken besteht. Sie thront auf einer Anhöhe, auf die Treppen führen, südlich des Ortszentrums. Rechts von der Kirche steht im Freien die Kirchenglocke. Eine Ebene tiefer wurde am 3. Oktober 2020 von Bischof Basílio do Nascimento das Denkmal von Padre João de Deus Pires eingeweiht. Der 2019 verstorbene Salesianer war seit 1958 in der Region tätig. Die 1,30 Meter hohe Statue wiegt etwa eine Tonne und wurde von José do Carmo geschaffen, der selbst dafür keinen Lohn annahm. Die 15.000 US-Dollar Kosten für das Denkmal kamen zu weiten Teilen aus der Bevölkerung.

## Galerie

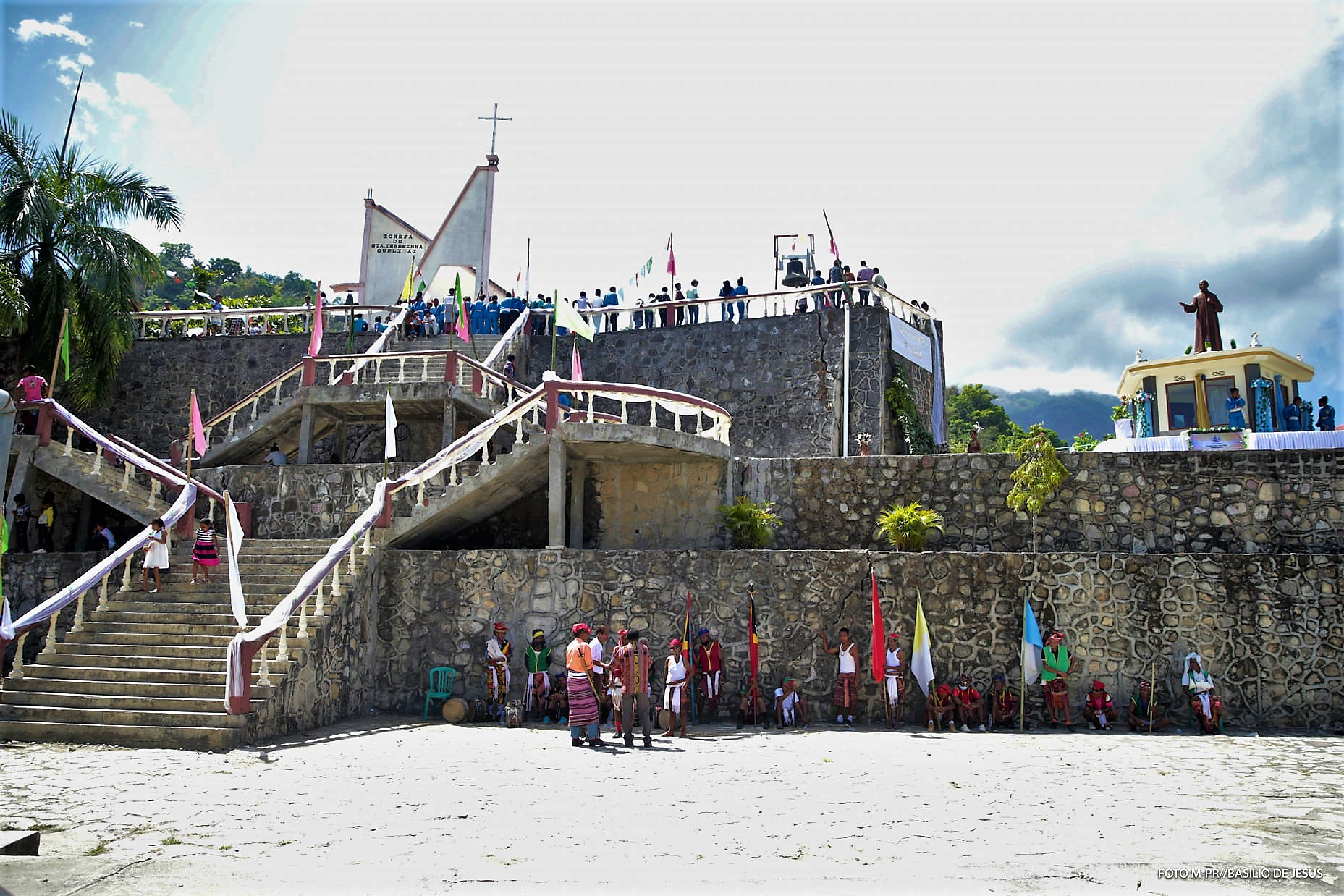
Der Aufgang zur Kirche
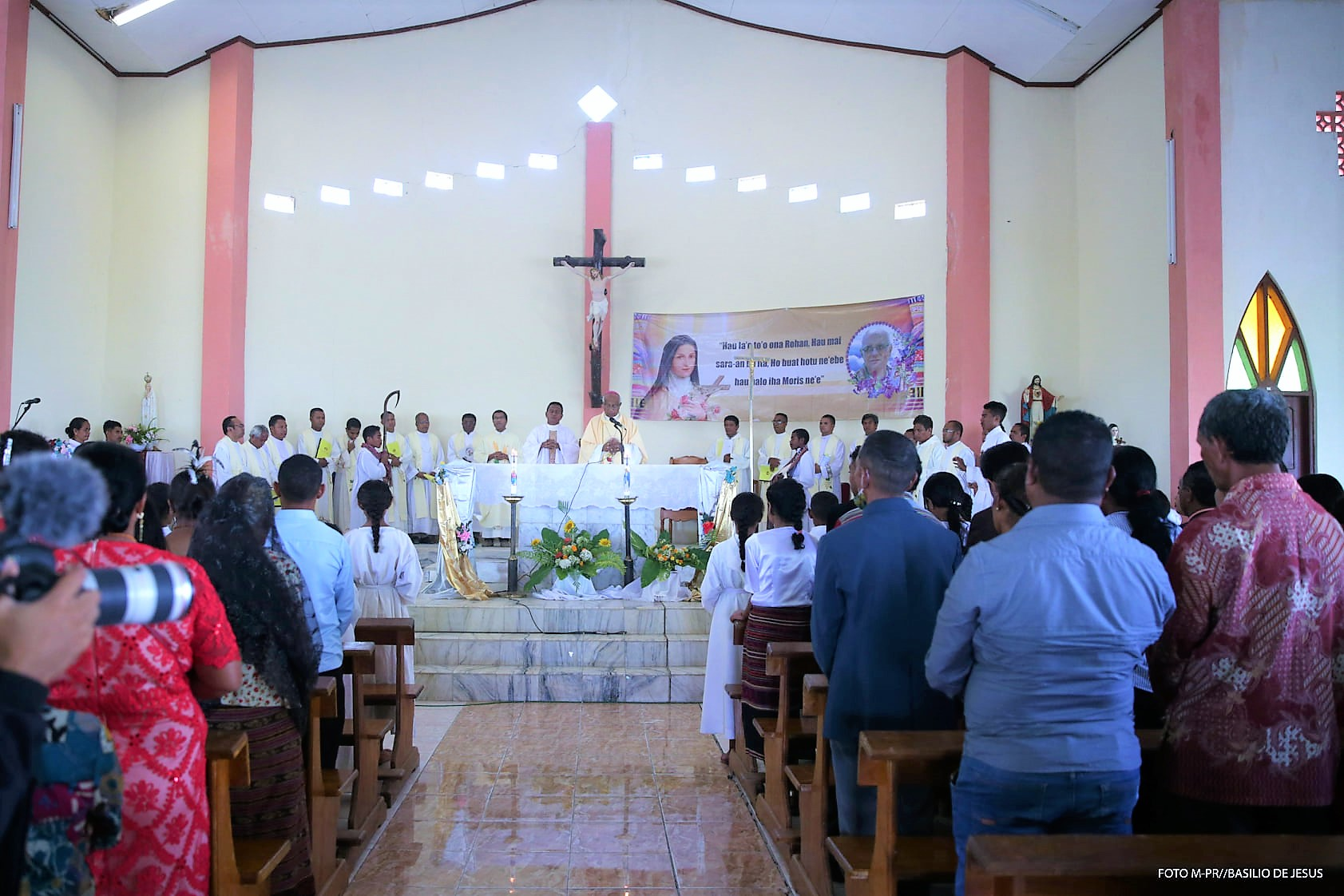
Messe in der Kirche
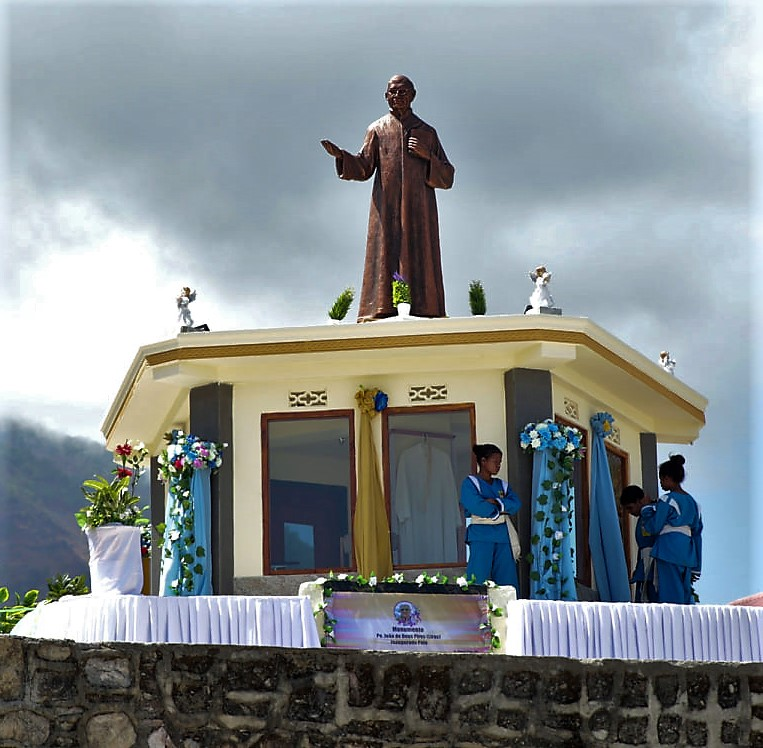
Das Denkmal von João de Deus
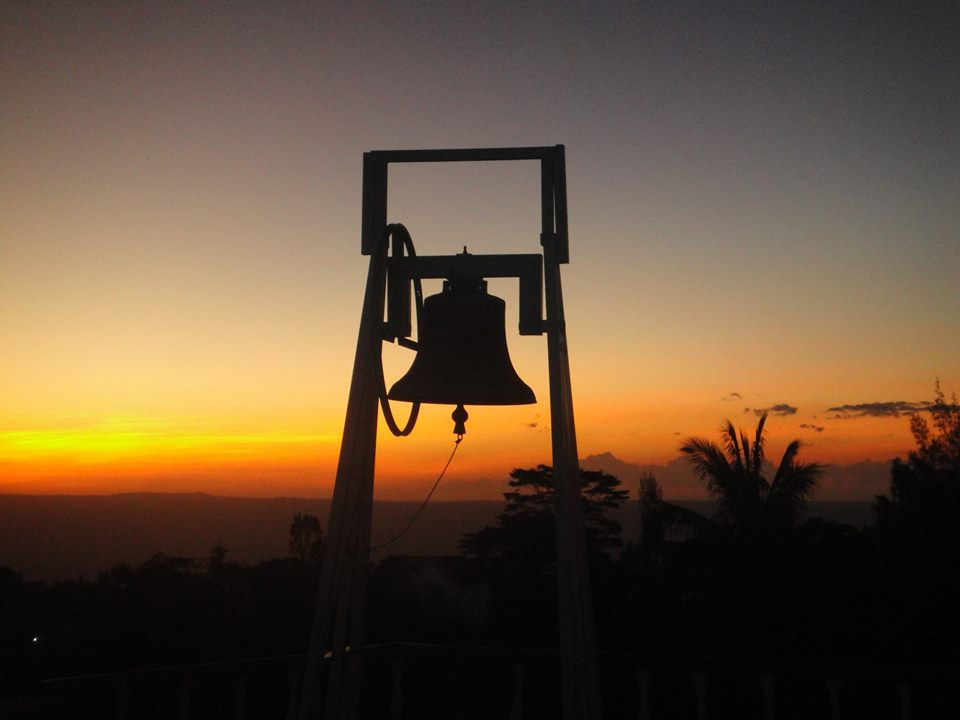
Die Kirchenglocke